# Irena (aves)
Irena é um gênero de aves passeriformes pertencentes à subordem Passeri. Segundo a taxonomia de Sibley-Ahlquist, o gênero é o único da família Irenidae.

## Espécies
- Irena cyanogastra Vigors, 1831
- Irena puella (Latham, 1790)
- Irena tweeddalii Sharpe, 1877